# Cruillas (Messico)
Cruillas è una municipalità dello stato di Tamaulipas, nel Messico centrale, capoluogo della omonima municipalità.
Conta 2.011 abitanti (2010) e ha una estensione di 1.888,48 km².
Il paese deve il suo nome al vicere Joaquín de Montserrat, marchese di Cruillas.